# Saturnino de Cartago
Saturnino de Cartago fue un mártir romano del siglo III, que cayó bajo la persecución del emperador Diocleciano, al que se venera como santo por la prologanción de su culto, el 29 de noviembre, como día de su memoria.

## Hagiografía
El Martirologio romano dice sobre Saturnino, lo siguienteː

En Cartago, ciudad de África, conmemoración de los santos mártires de Abitinia (en Túnez), que durante la persecución bajo el emperador Diocleciano, por haberse reunido para celebrar la eucaristía dominical en contra de lo establecido por la autoridad, fueron apresados por los magistrados de la colonia y los soldados de guardia. Conducidos a Cartago e interrogados por el procónsul Anulino, a pesar de los tormentos confesaron su fe cristiana y la imposibilidad de renunciar a la celebración del sacrificio del Señor, derramando su sangre en lugares y momentos distintos (304)

Pasión del papa Marcelo fue por mucho tiempo la fuente principal de su vida, pero luego se desestimó por la falta de veracidad en su relato, por lo que se retiró del santoral su descripción, y con ella a Sisinio, su supuesto compañero.
Sufrió de la decapitación como medio de martirio en tiempos de Diocleciano, quien desató una persecución contra los cristianos, siendo él una de sus víctimas por negarse a renegar de su fe cristiana, aproximadamente en el 309, por lo que se concluye que vivió en el siglo III.

## Onomástico y culto público
A pesar de las dudas de su veracidad, las fuentes confirman que su culto era bastante extendido.
En la Vía Salaria Nueva, existió un templo dedicado a él, que se incendió en el 528, año que se toma de referencia por la regencia del papa Félix III (IV), que fue restaurada por los papas Adriano IV y Gregorio IV, en los siglos VIII y IX respectivamente.
Como se evidencia en la composición del martirologio romano, el papa Dámaso, escribió sobre Saturnino en forma de poemas, y le atribuyó un encuentro con él, evento que de hecho pudo darse, ya que Dámaso rigió 50 años después de los hechos de Saturnino.
Por último se le menciona en el Depositio Martyrum, acta donde se le incluye como uno de los mártires romanos que se veneraba de antaño.